# Clach a’ Charra
 Der Clach a' Charra ist ein etwa 3,3 m hoher Menhir (englisch Standing stone) in Schottland. Er steht am Nordufer des Dornoch Firth westlich der Ortschaft Clashmore und etwa 340 m östlich der Brücke von Ospisdale, direkt an der A949, die Dornoch und die A9 mit Bonar Bridge in Sutherland verbindet.
Der quader- oder obeliskartige Stein hat vier Seiten und ist nahe der Spitze beschädigt. Auf der Südseite befindet sich etwa 1,5 m vom Boden ein Loch, das zu tief ist, um ein Schälchen zu sein. Es scheint einen funktionalen Zweck erfüllt zu haben.
Der 1968 restaurierte Stein ist irgendwann umgefallen – es gibt eine Reparaturlinie ein paar Zentimeter vom Boden entfernt. Die Straßenbegrenzung wurde in U-Form um den Stein herum gebaut. Die lokale Überlieferung besagt, dass der Stein das Grab eines dänischen Kriegers markiert.